# Allen megye (Indiana)
Allen megye az Amerikai Egyesült Államokban, azon belül Indiana államban található. Megyeszékhelye és legnagyobb városa Fort Wayne. Lakosainak száma 385 410 fő (2020. április 1.).

## Szomszédos megyék
- Noble megye (északnyugat)
- DeKalb megye (észak)
- Defiance megye (északkelet)
- Paulding megye (kelet)
- Van Wert megye (délkelet)
- Adams megye (dél)
- Wells megye (dél)
- Huntington megye (délnyugat)
- Whitley megye (nyugat)

## Népesség
A megye népességének változása:
| Lakosok száma | 355 833 | 358 583 | 360 496 | 363 014 | 368 450 | 385 410 |
|               | 2010    | 2011    | 2012    | 2013    | 2015    | 2020    |